# Kethops atypus
Kethops atypus är en mångfotingart som beskrevs av Chamberlin 1943. Kethops atypus ingår i släktet Kethops och familjen Scolopocryptopidae. Inga underarter finns listade i Catalogue of Life.